# September (sång)
September är en discolåt av musikgruppen Earth, Wind & Fire som utgavs 1978. Låten är komponerad av Maurice White, Al McKay och Allee Willis. Inspelningen producerades av Maurice White. September gavs först ut som fristående singel och ingick sedan på samlingsalbumet The Best of Earth, Wind & Fire, Vol. 1. Låten är en av gruppens kändaste och största hits.
Inspelningen finns sedan 2018 bevarad i USA:s kongressbibliotek "National Recording Registry".

## Listplaceringar
| Lista (1978-1979) | Position              |
| ----------------- | --------------------- |
| Finland           | 13                    |
| Frankrike         | 6                     |
| Irland            | 8                     |
| Kanada            | 10 (RPM)              |
| Nederländerna     | 19                    |
| Norge             | 6 (VG-lista)          |
| Nya Zeeland       | 12                    |
| Spanien           | 2                     |
| Storbritannien    | 3 (UK Singles Chart)  |
| Sverige           | 13 (Topplistan)       |
| USA               | 8 (Billboard Hot 100) |
| Västtyskland      | 20                    |